# ابوالبرکات بغدادی
هبةاللّه علی بن ملکا ابوالبرکات بغدادی، از فیلسوفانِ سدهٔ پنجم و ششم هجری بود که فلسفه‌ای مستقل داشت. در بلد تولد یافت، و به همین سبب به وی بلدی نیز می‌گفتند. هرچند لقبی که بیشتر بدان شهرت دارد، اوحدالزمان می‌باشد؛ به معنیِ یگانهٔ دوران. وی یهودی بود اما در نهایت در سنینِ پیری به اسلام گروید. برایِ این تغییرِ آیین، دلایلِ بسیاری ذکر شده‌است. از جمله گفته شده که برایِ حفظِ جان آیینش را تغییر داد.
وی با ابن سینا و فلسفهٔ او مخالفت داشت، و مشاییان را نقد می‌کرد؛ هرچند برخی از مطالبِ شفای ابن سینا را پذیرفته‌است. گفته شده که فخر رازی نیز در ردِ فیلسوفان، از نوشته‌هایِ ابوالبرکات بهره جسته‌است.
ابوالبرکات حدودِ نود سال عمر کرد و اندکی پس از ۵۶۰ هجری در گذشت.

## زندگی‌نامه
ابوالبرکات هبه الله بن ملکا(۴۷۳–۵۶۰هق) ملقب به ابوالبرکات بغدادی، پزشک، منطق دان و فیلسوف بغدادی از نژاد یهودی است.
ابوالبرکات که معاصر ابن میمون بود در ابتدا به نام اصلی عبری اش، باروخ بن ملکا، و به لقب ناتانیل که توسط اسحاق بن عزرا به او داده شده بود شناخته می‌شد. در اواخر عمر او به اسلام گروید و نام ابوالبرکات (عربی شده باروخ) را انتخاب کرد.
کتاب معروف او المعتبر نام دارد که کتابی فلسفی در رد فلسفه ارسطویی است؛ ولیکن ابوالبرکات به صورت کلی پیرو ارسطو و ابن سینا بود. تفکرهای او بر تفکر فیلسوفان مسلمان، فیلسوف یهودی ابن کمونا و فیلسوفان مسیحی ژان بوریدان و آلبرت ساکسونی تأثیرگذار بوده‌است.
به وی لقب اوحد الزمان یا یگانه دوران داده‌اند. او فیلسوفی اهل عراق بود که نزدیک نود سال زندگی کرد. وی یهودی بوده‌است و در پایان عمراش به اسلام گرویده‌است. ابوالبرکات در آثارش به مسلمان شدن خود اشاره نمی‌کند و نوشتارهای تاریخی روایتهای ضد و نقیضی از چگونگی مسلمان شدن او بیان می‌کنند. بر اساس نوشتارهای موجود، او ممکن است به دلیل جریحه دار شدن غرورش، یا به دلیل مرگ همسر سلطان محمود که تحت نظارت پزشکی او بود، یا به دلیل دستگیری در جنگ بین سلطان و نیروهای خلیفه تغییر دین داده‌است. عیالا الیاهو تاریخدان یهودی بیان می‌کند که ابوالبرکات احتمالاً به دلیل پیشرفت مالی تغییر دین داده‌است. ابوالبرکات به عنوان طبیب خلیفه بغداد ایفای شغل می‌کرده‌است. در طبابت بر امزاج و استفاده از آن تأکید بسیاری داشته‌است. ابوالبرکات در عصری که حمله به فلسفه رایج بوده، همعصر با غزالی و شهرستانی می‌زیسته‌است.

## آراء منطقی بغدادی
بغدادی در طرح مباحث منطقی ضمن اینکه به آثار ارسطو توجه دارد، از ابن سینا متأثر است. از این روی، می‌بینیم که تعریف را پیش از مبحث قضایا مطرح کرده‌است. از ویژگی‌های برجستهٔ اثر منطقی بغدادی توجه به مباحث فلسفهٔ منطق، که بیشتر جنبهٔ معرفت شناختی دارند، است مانند بحث از صعوبت یا سهولت حد یا امکان ذهنی و ضرورت در مقابل امکان و ضرورت خارجی.
1. فارابی در المنطقیات به تعریف حدی و رسمی اشاره می‌کند و ابن سینا در الاشارات و التنبیهات هر یک از آن دو را به تام و ناقص تقسیم می‌کند. اما بغدادی برای نخستین بار در کنار این دو، تعریف به تمثیل را مطرح می‌کند.[۸]
2. یکی از مباحثی که ارسطو، فارابی و ابن سینا در برهان بدان اشاره کرده‌اند، بحث تقسیم است. بغدادی اولاً به تفصیل وارد انواع تقسیم می‌شود و جالب تر اینکه تقسیم و تحلیل و مقابلانشان جمع و ترکیب را تحت قانون عام تری با عنوان «قوانین تعلیمی» یا «جمع و تفریق» گرد می‌آورد.[۹]
3. از نظر ابن سینا و فارابی رسیدن به حد حقیقی یعنی حد تام، که در تمام ذاتیات شیء برشمرده می‌شود، دشوار است؛ ولی بغدادی این نظر را به شدت نقادی می‌کند و بر این باور است که رسیدن به حد سهولت دارد.[۱۰]
4. بغدادی در بیان عکس و بیان انتاج اشکال از خطوط بهره می‌گیرد و معتقد است با این روش تعلیم برای همگان آسان می‌شود.[۱۱]

## دیدگاه‌ها

### روش علمی
ابوالبرکات روش آزمایش علمی را بر اساس تکرار یک آزمایش به دفعات معین بر اساس نظر ابن سینا بیان می‌کند. او معتقد به فهم دنیا از طریق روش علمی بوده‌است.

### حرکت اجرام
بر اساس نوشته آلیستر کامرون کرامبی البغدادی در قوانین مکانیک معتقد به نظرهای ابن سینا بوده‌است. تئوری مکانیک البغدادی بین سرعت و شتاب تفاوت قائل می‌شود و نیرو را متناسب با شتاب می‌خواند.

### زمان و مکان
البغدادی دیدگاه ارسطو در مورد زمان را مورد انتقاد قرار می‌دهد. او بین زمان و مکان تفاوت قائل می‌شود و زمان را امری متافیزیکال می‌داند.

### روان‌شناسی
او معتقد به وحدانیت روح و عدم تفاوت بین آگاهی و روح بود. او معتقد بود که آگاهی روح از وجود خود نشاندهنده متفاوت بودن آن از بدن و جسم انسان است.

## کتاب المعتبر
مهم‌ترین کتاب وی در حکمت، کتاب المعتبر است. کسانی مانند قفطی این کتاب را ستایش می‌کنند و شهرستانی این کتاب را منبع اشکال‌های فخررازی بر حکماء می‌داند. این تیمیمه از نظرات ابوالبرکات در رد آرای مشائیان استفاده کرده‌است. کتاب المعتبر حاصل دوران بلوغ فکری بفدادی و نطریات فلسفی وی است. این کتاب شباهت بسیاری با کتاب شفای بوعلی سینا دارد. اما نظریات فلسفی ابوالبرکات فاقد انسجام نظام مند است. این کتاب بیشتر جنبهٔ افلاطونی و نوافلاطونی دارد تا آن که مشایی باشد.

## تأثیر
ابوالبرکات تأثیر زیادی در فلسفه اسلامی دارد؛ ولیکن آثار او کمتر در بین یهودیان مورد اشاره است. بسیاری از کتابهای وی به عبری ترجمه نشده‌است. فخرالدین رازی از مهم‌ترین شاگردان ابوالبرکات است. سهروردی نیز تأثیر زیادی از ابوالبرکات برده‌است.